# Гапуров Мухамедназар Гапурович
Мухамедназар Гапурович Гапуров  (нар. 15 лютого 1922, Старо-Чарджуйський тумен, потім село Октябрське Чарджоуського району Чарджоуської області, тепер Туркменістан — 13 липня 1999, селище Берзенгі, Туркменістан) — туркменський радянський державний і партійний діяч, 1-й секретар ЦК КП Туркменістану (1969—1985). Кандидат у члени ЦК КПРС в 1966—1971 роках. Член ЦК КПРС в 1971—1986 роках. Депутат Верховної Ради СРСР 6—11-го скликань (1962—1989 рр.).

## Біографія
Народився в родині селянина. Туркмен, виходець з племені ерсари.
З 1939 року по 1941 рік навчався в Чарджоуському учительському інституті Туркменської РСР. У 1941 році — вчитель восьмирічної школи у Чарджоуській області.
У грудні 1941 року призваний в Червону армію. Служив командиром відділення автоматників 1-ї окремої стрілецької батареї 88-ї окремої стрілецької бригади Середньоазійського військового округу.
Учасник німецько-радянської війни: в листопаді 1942 — лютому 1943 року — командир відділення автоматників 64-го окремого стрілецького батальйону 87-ї окремої стрілецької бригади. Воював на Північно-Західному фронті. 26 лютого 1943 року був важко поранений кулею в ногу та отримав три осколкових поранення в праву руку. Після лікування в госпіталі старший сержант Мухамедназар Гапуров був демобілізований.
З 1943 по 1944 рік — завідувач навчальної частини (завуч) школи, а в 1944 році — директор школи при колгоспі «Яхти Їв» в Чарджоуській області Туркменської РСР.
Член ВКП(б) з 1944 року.
З 1944 року — на партійній роботі: інструктор, з 1945 року — завідувач відділу пропаганди і агітації Чарджоуського районного комітету КП(б) Туркменії.
З 1947 року — секретар Сакарського районного комітету КП(б) Туркменістану Чарджоуської області.
З 1948 по 1951 рік — 1-й секретар Чарджоуського обласного комітету ЛКСМ Туркменської РСР.
З 1951 по 1955 рік — секретар ЦК ЛКСМ Туркменської РСР по пропаганді та агітації.
У 1954 році заочно закінчив Чарджоуський державний педагогічний інститут за спеціальністю вчитель.
У 1955—1957 роках — завідувач відділу пропаганди і агітації Чарджоуського обласного комітету КП Туркменістану.
У 1957—1959 роках — секретар, з січня 1959 по січень 1962 року — 1-й секретар Чарджоуського обласного комітету КП Туркменістану.
З 11 січня 1962 по 25 березня 1963 року — секретар ЦК Компартії Туркменістану.
З 26 березня 1963 року по 25 грудня 1969 року — Голова Ради Міністрів та міністр закордонних справ Туркменської РСР.
З 24 грудня 1969 року по 21 грудня 1985 року — 1-й секретар ЦК Компартії Туркменістану.
З грудня 1985 року — персональний пенсіонер союзного значення.
З 1988 по 1991 рік — директор ВДНГ (Виставки досягнень народного господарства) Туркменської РСР.
13 липня 1999 року помер на своїй дачі в селищі Берзенгі. Похований на урядовій алеї міського кладовища міста Ашгабада.

## Нагороди та звання
- п'ять орденів Леніна (16.03.1964; 27.08.1971; 14.02.1972; 10.12.1973; 12.02.1982)
- орден Вітчизняної війни I ступеня (11.03.1985)
- три ордени Трудового Червоного Прапора (28.01.1950; 14.02.1957; 25.12.1976)
- орден «Знак Пошани» (28.08.1948)
- медаль «За відвагу» (4.05.1945)
- медаль «50 років Перемоги у Великій Вітчизняній війні 1941—1945 рр.»
- медаль «За перемогу над Німеччиною у Великій Вітчизняній війні 1941—1945 рр.»
- медаль «Ветеран праці»
- медалі